# Norchia
Norchia é uma antiga cidade etrusca com uma necrópole adjacente, próxima a Vetralla na Itália. Algumas fontes a identificam com o antigo povoado etrusco conhecido como Orclae, cujo nome é relatado em fontes medievais. O sítio está junto à via Clodia, e não está longe do mais bem conhecido povoado etrusco da Tarquínia.
A localidade já estava habitada na Idade do Bronze e a cidade e sua necrópole contígua cresceram com a chegada dos etruscos. O assentamento urbano alcançou seu ponto alto entre os séculos IV e II a.C.
As tumbas foram construídas geralmente de grandes blocos de tufo escavados diretamente no penhasco, e são acessadas das escadas que conduzem abaixo até a rocha. Sua construção do lado do penhasco, mais do que ter sido construída no solo, faz da tumbas algo incomum para os etruscos. Corpos foram colocados originalmente dentro da pedra em sarcófagos que ainda podem ser encontrados em muitas das tumbas.

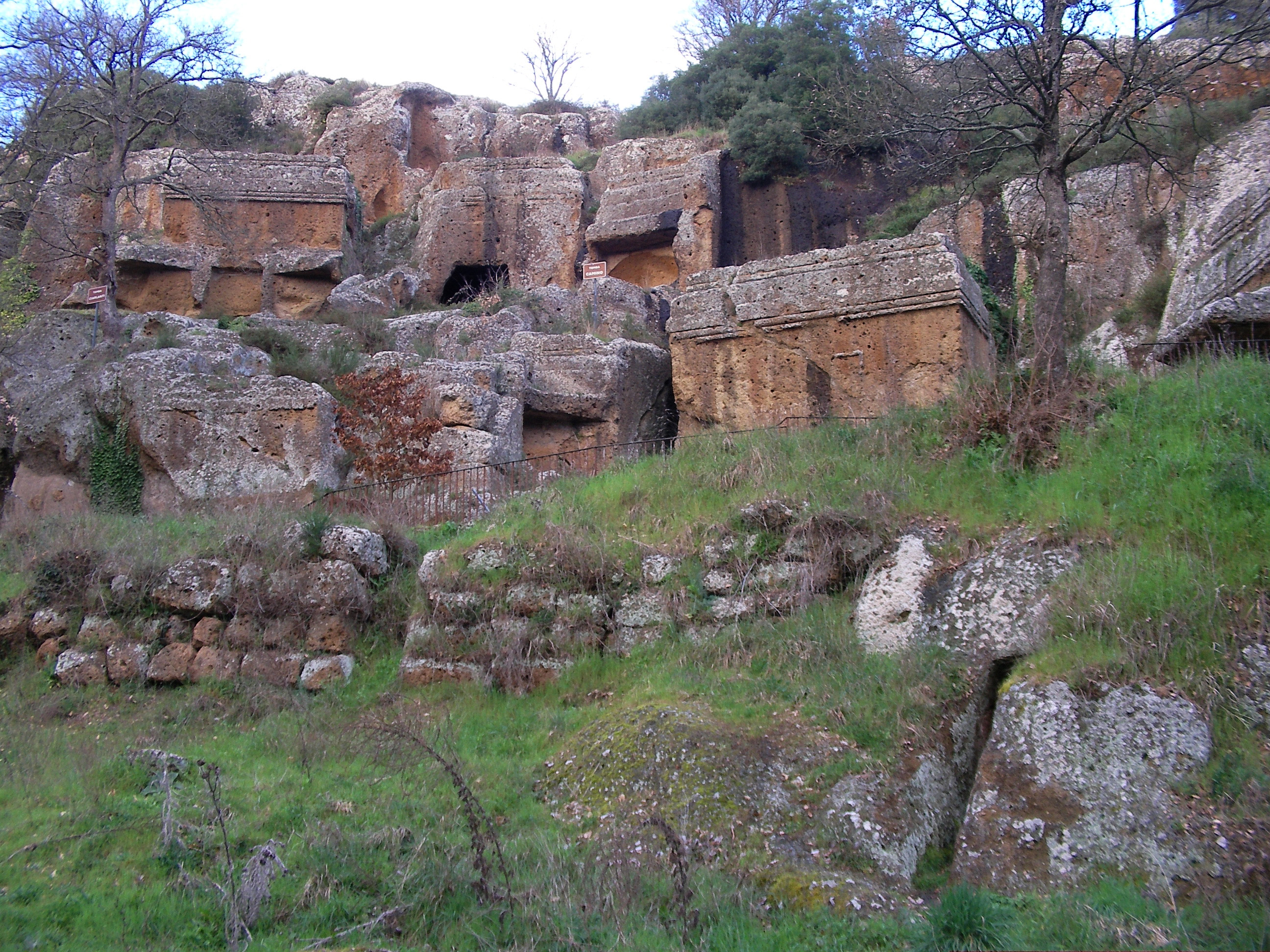
Necrópole etrusca na Norchia.

O sítio foi mais tarde habitado em tempos medievais. Remanescentes de um castelo e de uma igreja ainda permanecem. Foi abandonado como povoação no século XIV.